# Иновроцлав (гмина)
Иновроцлав (пол. Inowrocław) — сельская гмина (волость) в Польше, входит как административная единица в Иновроцлавский повет, Куявско-Поморское воеводство. Население — 11 257 человек (на 2007 год).

## Сельские округа
1. Батково
2. Цеслин
3. Чисте
4. Гнойно
5. Гура
6. Яцево
7. Яксице
8. Комашице
9. Круша-Духовна
10. Круша-Замкова (Krusza Zamkowa)
11. Лятково
12. Лонкоцин
13. Лоево
14. Марцинково
15. Меховице
16. Ольшевице
17. Орлово
18. Пётрковице
19. Плавин
20. Радлувек
21. Сикорово
22. Славенцинек
23. Слоньско
24. Тшаски
25. Тупадлы
26. Жалиново
27. Клопот

## Прочие поселения
1. Поповице
2. Мимоволя
3. Суйково
4. Опорувек
5. Крусливец
6. Стшемково
7. Дульск
8. Плавинек
9. Витовы
10. Борково
11. Яксички
12. Стефаново
13. Дзеннице
14. Балин
15. Карчин-Весь
16. Острово-Кшицке
17. Бальчево
18. Марулевы
19. Тужаны
20. Турлеево
21. Славенцин
22. Яронты
23. Круша-Подлётова

## Соседние гмины
1. Гмина Домброва-Бискупя
2. Гмина Гневково
3. Иновроцлав
4. Гмина Яниково
5. Гмина Крушвица
6. Гмина Пакость
7. Гмина Роево
8. Гмина Стшельно
9. Гмина Злотники-Куявске